# Nuncjusze apostolscy w Demokratycznej Republice Konga
Nuncjusze apostolscy w Demokratycznej Republice Konga – nuncjusze apostolscy w Demokratycznej Republice Konga są reprezentantami Stolicy Apostolskiej przy rządzie Demokratycznej Republice Konga. Nuncjatura apostolska mieści się w Kinszasie przy Avenue Goma 81. Demokratyczna Republika Konga utrzymuje stosunki z Watykanem od uzyskania niepodległości w 1960. 

## Nuncjusze apostolscy w Demokratycznej Republice Konga
| lp. | lata      | nuncjusz                  | kraj pochodzenia |
| --- | --------- | ------------------------- | ---------------- |
| 1   | 1960–1962 | Gastone Mojaisky-Perrelli | Włochy           |
| 2   | 1962–1965 | Vito Roberti              | Włochy           |
| 3   | 1965–1968 | Émile Maury               | Francja          |
| 4   | 1968–1973 | Bruno Torpigliani         | Włochy           |
| 5   | 1973–1977 | Lorenzo Antonetti         | Włochy           |
| 6   | 1977–1981 | Edoardo Rovida            | Włochy           |
| 7   | 1981–1984 | Josip Uhač                | Chorwacja        |
| 8   | 1985–1992 | Alfio Rapisarda           | Włochy           |
| 9   | 1992–1999 | Faustino Sainz Muñoz      | Hiszpania        |
| 10  | 1999–2001 | Francisco-Javier Lozano   | Hiszpania        |
| 11  | 2001–2010 | Giovanni d’Aniello        | Włochy           |
| 12  | 2010–2015 | Adolfo Yllana             | Filipiny         |
| 13  | 2015–2018 | Luis Mariano Montemayor   | Argentyna        |
| 14  | 2018–2023 | Ettore Balestrero         | Włochy           |
| 14  | od 2024   | Mitja Leskovar            | Słowenia         |

## Źródła zewnętrzne
- Krótka nota na Catholic-Hierarchy (ang.)